# El Nazareno de Fernando Estévez
El Nazareno de Santa Cruz de La Palma es una escultura de madera policromada que representa a Jesucristo cargando con la cruz camino al Monte Calvario, tallada en 1840 por el ilustre escultor orotavense Fernando Estévez de Salas. Se la considera su obra más perfecta y acabada. A la imagen se le conoce también como "El gran Señor rico de La Palma".

## Historia
Una vez asentadas las bases de la Ilustración en Canarias, la ciudad de Santa Cruz de la Palma buscaba un nuevo estilo artístico, que actualizara la imaginería barroca a las nuevas ideas del momento. Existía en la iglesia de Santo Domingo de Guzmán una imagen de un Nazareno que contaba con una cofradía desde 1667. Fue la propia Hermandad del Nazareno la que decide renovar su imaginería, contactando con por aquel entonces el escultor más destacado del archipiélago, Fernando Estévez. Para esto fue preciso vender algunas joyas y atributos de oro que tenía la antigua imagen, ya que se pensó en poseer estas tallas de “mejor calidad que las existentes en aquella época”.
Ya Fernando Estévez era conocido en La Palma, isla con la que mantenía una estrecha relación y que dotó de bellas imágenes. El Beneficiado de El Salvador, el sacerdote y artista palmero Manuel Díaz Hernández, conoció al escultor al refugiarse en La Orotava debido a enemistades políticas. Estévez le enseñó una serie de normas y técnicas de escultura y su amistad se fue haciendo cada vez más profunda. Fue gracias a la amistad que le unió con el famoso clérigo innovador, además de su buen talante, don de gentes y buen carácter, lo que hizo posible la conexión con las nobles familias de La Palma, una nutrida clientela que le proporcionaban suculentos beneficios a través de los pedidos de obras para los templos de la capital palmera.
Fue el V Marqués de Guisla-Ghiselin, don Luis Van de Walle y Llarena (1782-1864), gobernador Militar de La Palma, quien encarga a Fernando Estévez la realización de un Nazareno y una Dolorosa, costeados por el Capitán y Alguacil Mayor del Santo Oficio de la Inquisición, don Gaspar de Olivares y Maldonado, y su esposa, doña Inés de Brito y Lara, quienes recibieron el Patronato del altar de Jesús Nazareno en el Convento de Predicadores. Ambas esculturas se hallaban concluidas el 14 de enero de 1841, fecha en la que el escultor entregó en La Orotava las dos efigies empaquetadas a don Antonio María de Lugo-Viña, quien se encargó de su traslado y custodia hasta Santa Cruz de La Palma.
“Se principió a dárseles culto” poco después, el 7 de abril de 1841, en plena Semana Santa, concretamente en un Miércoles Santo. Así consta en las inscripciones que ambas imágenes tienen pintadas en sus espaldas. Desde entonces desfilan esa tarde en la popularmente conocida como procesión del “Punto en La Plaza”, una hermosa representación del encuentro de Jesús con su Madre, de camino al Calvario, que tiene lugar en la Plaza de España de la capital palmera. En 1863 había pasado a ocupar la hornacina central del fabuloso retablo de la iglesia dominica, donde se encuentra actualmente, acompañado de la Dolorosa, conocida como "La Magna", también del mismo escultor, y de San Juan Evangelista, obra de Manuel Hernández García "El Morenito".

## La Imagen
Se trata de una escultura realizada en madera de cedro y caoba "floja", utilizada para la peana. A pesar de que es una imagen vestidera, el Cristo presenta un cuerpo completamente modelado, aunque policromado en azul. Esto pone de relieve el interés por la anatomía del escultor orotavense, así como el cuidado y esmero puesto en complacer al comitente. Inclina su cabeza hacia su izquierda y soporta de pie el peso de una cruz a la que parece abrazar, acariciándola sin casi esfuerzo, con sus manos magníficamente talladas. Así, un miembro de la Real Academia Canaria de Bellas Artes, a propósito de esta imagen, ha dicho que “el escultor consigue materializar toda la serenidad de su temperamento clasicista, huyendo de toda tensión dramática (se diría que más que cargar, abraza la cruz)”. Sin lugar a dudas, esta imagen es una de las mejores y bien acabadas salidas de la gubia de Estévez. En ello coinciden los expertos unánimemente.
Está concebido según los cánones griegos ideales, representando a un joven atleta de 33 años, en toda su plenitud y belleza física. Tiene una cabeza exquisitamente esculpida, “muy superior a los realizados por Luján para los templos de Gran Canaria”. Es más, también se considera que “incluso de mejor calidad que muchos de los ejecutados por maestros peninsulares del siglo XVIII”, como también reconoce Fuentes en su obra. El Cristo presenta un rostro cuadrado, clasicista, de nariz helénica y de ojos grandes y rayados, de los que una mirada infinita señorea todo su entorno, muy parecido al Cristo cautivo que el mismo escultor talló para la vecina parroquia de El Salvador. El acabado de su cabello largo que cae sobre sus robustos hombros y bajo una perfecta corona de espinas, así como una bien “aseada y corta barba” y bigote, han tenido elogiosas críticas. Pero lo que, más se destaca, sin lugar a dudas, son sus dulces y grandes ojos rasgados de donde emana una mirada magnética y cautivadora. La corona de espinas también es obra del imaginero orotavense, quedando reflejada en la carta que envió al Marqués con los costes de la imagen.

## El Ajuar
Sin duda, la pieza de mayor valor que compone el ajuar del Nazareno es la maravillosa túnica de terciopelo rojo bordada en oro, la mejor pieza en su género existente en el Archipiélago, una dádiva del insigne palmero Cristóbal Pérez Volcán. A la maravillosa túnica le fue robada en el año 1801 un valioso broche de perlas.
En Nazareno procesiona sobre un trono de estilo rococó de madera sobredorada y calada con decoración de asimétricas rocallas, la mejor que se encuentra en la isla, rematando su conjunto cuatro preciosos ángeles, vestidos “a la romana” y coronados de flores. Estos portan instrumentos de la Pasión, como los clavos, unas escaleras y una bien trenzada corona de espinas, y sujetan las cuerdas que atan la imagen de Cristo subiendo al Calvario. Todo fue donación del rico comerciante palmero don Cristóbal Pérez Volcán y enviado desde La Habana.